# توني بيتس
توني بيتس (بالإنجليزية: Tony Betts)‏ (31 أكتوبر 1953 بدربي في المملكة المتحدة - ) هو لاعب كرة قدم بريطاني في مركز الهجوم. لعب مع أستون فيلا وبورت فايل ونادي ساوثبورت ومنيسوتا كيكس ‏ وبورتلاند تيمبرز وBoldmere St. Michaels F.C. ‏ وBuffalo Stallions ‏.